# Cala Pilota
Cala Pilota ist eine kleine Nebenbucht der Cala Magraner im Osten der spanischen Baleareninsel Mallorca. Sie befindet sich an der Küste der Gemeinde Manacor zwischen den Orten Cales de Mallorca und S’Estany d’en Mas.

## Lage und Beschreibung

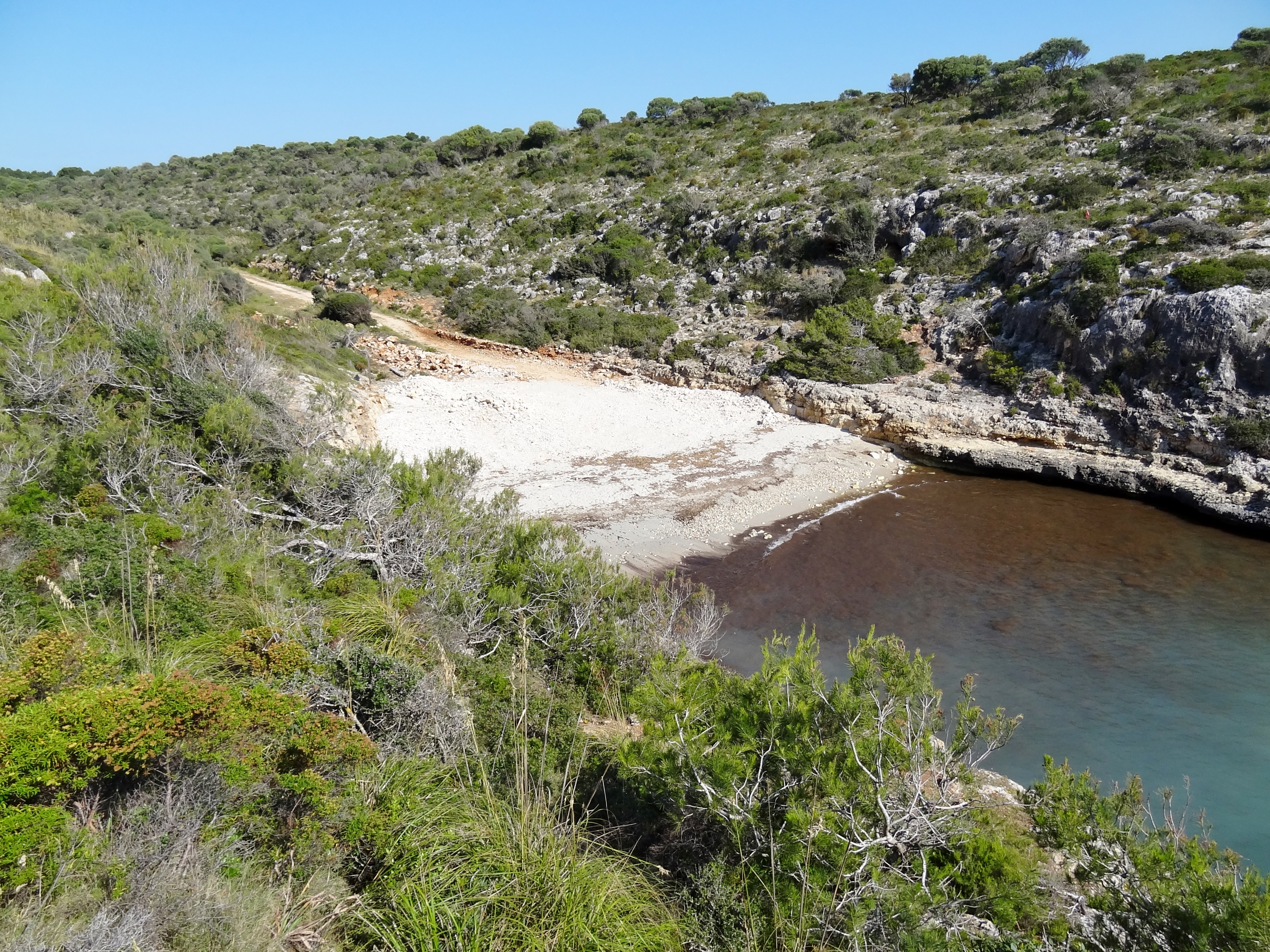
Strand

Die Cala Pilota liegt abseits der nächstgelegenen Touristen-Siedlungen Cales de Mallorca, zwei Kilometer im Süden, und S’Estany d’en Mas, vier Kilometer nordöstlich, im Naturschutzgebiet Cales Verges de Manacor (Typ ANEI – Àrea natural d’especial interès). Die Bucht wird als südwestlicher Felseinschnitt an der Cala Magraner wie auch die Cala Virgili durch die Kaps Punta de ses Penyes Altes (südöstlich) und Punta des Moro (nordöstlich) eingefasst. Die Umgebung im Inselinneren ist als Teil des Landgutes Can Roig in Privatbesitz.
Am Ufer der Cala Pilota befindet sich ein kleiner, etwa 30 Meter langer und 25 Meter breiter Strand. Er wird durch Felswände eingerahmt, die über dem Meerwasser der Bucht eine Kliffküste bilden. Der flach ins Meer abfallende Strand besteht aus feinem Sand. Am Ufer kann es zu Seegrasablagerungen kommen. Im hinteren Bereich des Strandes wurde durch den an der Cala Pilota mündenden kleinen Sturzbach (Torrent) Geröll abgelagert. Der Bach, aus Niederschlagswasser gespeist, führt äußerst selten Wasser. An seinem Unterlauf hat sich nur niedere Vegetation angesiedelt, während über der Steilküste und Richtung Can Roig auch Kiefernwälder anzutreffen sind.

## Zugang
Von der Straße MA-4014 zwischen Porto Cristo und Portocolom zweigt ungefähr 10 Kilometer hinter Porto Cristo (bei Kilometerstein 6) südöstlich die Landstraße nach Cales de Mallorca ab. Von dieser führt nach etwas über zwei Kilometern, an der Unterführung des Sturzbachs Reguero de Cala Bóta, links ein Weg ab, der hinter einem Durchgang rechts eines großen Tores auf geschwungener Wegführung durch das Naturschutzgebiet verlaufend nordöstlich an der Cala Magraner endet. Von diesem führen weitere Wege in östliche Richtung abzweigend nacheinander zu den Buchten Cala Bóta, Cala Virgili und Cala Pilota. Die Entfernung vom Tor bis zur Cala Pilota beträgt etwa 2,9 Kilometer.

## Belege
- Manacor Turístic: Umweltatlas Manacor, Ajuntament de Manacor / Delegació de Turisme / Delegació de Medi Ambient 2008
- Manacor Turístic: Mapa topogràfic del terme municipal de Manacor, Topografische Karte 1:40.000, Ajuntament de Manacor / Delegació de Turisme 2007